# 戈申 (阿肯色州)
戈申（英語：Goshen）是一個位於美國阿肯色州華盛頓縣的城鎮。

## 地理
戈申的座標為36°06′21″N 94°00′31″W / 36.10583°N 94.00861°W，而該地的平均海拔高度為363米（即1191英尺）。

## 人口
根據2020年美國人口普查的數據，戈申的面積為29.84平方千米，當中陸地面積為29.30平方千米，而水域面積為0.54平方千米。當地共有人口2102人，而人口密度為每平方千米70人。